# Costa do Marfim nos Jogos Olímpicos de Verão de 1976
A Costa do Marfim competiu nos  Jogos Olímpicos de Verão de 1976 em Montreal, Canadá. A Costa do Marfim e Senegal foram os 2 únicos países africanos que não boicotaram os Jogos.

## Resultados por Evento

### Atletismo
Revezamento 4x100m masculino
- Kraarsene Konan, Degnan Kablan, Gastom Kouadio e Meite Amadou
  - Eliminatórias — 40.23s
  - Semifinais— 40.64s (→ não avançou)

Salto em distância masculino
- Kouakou Brou
  - Classificatória — 7,20 m (→ não avançou)